# 1992년 하계 올림픽 남아프리카 공화국 선수단
남아프리카 공화국은 1992년 7월 25일부터 8월 9일까지 스페인 바르셀로나에서 열린 제25회 하계 올림픽에 참가했다.

## 사격
남자
| 선수            | 세부 종목         | 예선   | 예선 | 결선      | 결선      |
| 선수            | 세부 종목         | 스코어 | 순위 | 스코어    | 최종 순위 |
| 만프레드 피에스 | 남자 50m 소총복사 | 588    | 43   | 진출 실패 | 진출 실패 |

## 양궁
| 선수        | 세부 종목 | 랭킹 라운드 | 랭킹 라운드 | 32강      | 16강      | 8강       | 준결승    | 결승      | 최종 순위 |           |
| 선수        | 세부 종목 | 점수        | 순위        | 32강      | 16강      | 8강       | 준결승    | 결승      | 최종 순위 |           |
| 말콜름 토드 | 개인전    | 1188        | 68          | 진출 실패 | 진출 실패 | 진출 실패 | 진출 실패 | 진출 실패 | 진출 실패 | 진출 실패 |

## 역도
| 선수            | 세부 종목    | 인상  | 인상 | 용상 | 용상 | 합계  | 순위 |      |      |
| 선수            | 세부 종목    | 기록  | 순위 | 기록 | 순위 | 합계  | 순위 | 기록 | 순위 |
| 피에테르 스미스 | 라이트헤비급 | 120,0 | 29   | 150  | 27   | 270,0 | 27   |      |      |

## 육상

### 남자
트랙 / 도로 경기
| 선수 | 세부 종목 | 1차 예선 | 1차 예선 | 2차 예선 | 2차 예선 | 준결선 | 준결선 | 결선 | 결선      |
| 선수 | 세부 종목 | 기록     | 순위     | 기록     | 순위     | 기록   | 순위   | 기록 | 최종 순위 |